# Neocordulia
Neocordulia is een geslacht van libellen (Odonata) uit de familie van de glanslibellen (Corduliidae).

## Soorten
Neocordulia omvat 16 soorten:
- Neocordulia androgynis (Selys, 1871)
- Neocordulia batesi (Selys, 1871)
- Neocordulia biancoi Rácenis, 1970
- Neocordulia campana May & Knopf, 1988
- Neocordulia carlochagasi Santos, 1967
- Neocordulia caudacuta De Marmels, 2008
- Neocordulia fiorentini Costa & Machado, 2007
- Neocordulia gaucha Costa & Machado, 2007
- Neocordulia griphus May, 1992
- Neocordulia machadoi Santos, Costa & Carriço, 2010
- Neocordulia mambucabensis Costa & Santos, 2000
- Neocordulia matutuensis Machado, 2005
- Neocordulia pedroi Costa, Carriço & Santos, 2010
- Neocordulia santacatarinensis Costa, Ravanello & Souza-Franco, 2008
- Neocordulia setifera (Hagen in Selys, 1871)
- Neocordulia volxemi (Selys, 1874)